# Дмитровцы (Московская область)
Дмитровцы — село в городском округе Коломна Московской области. До 2017 года относилось к Хорошовскому сельскому поселению Коломенского района. . Население — 66 чел. (2021).

## Расположение

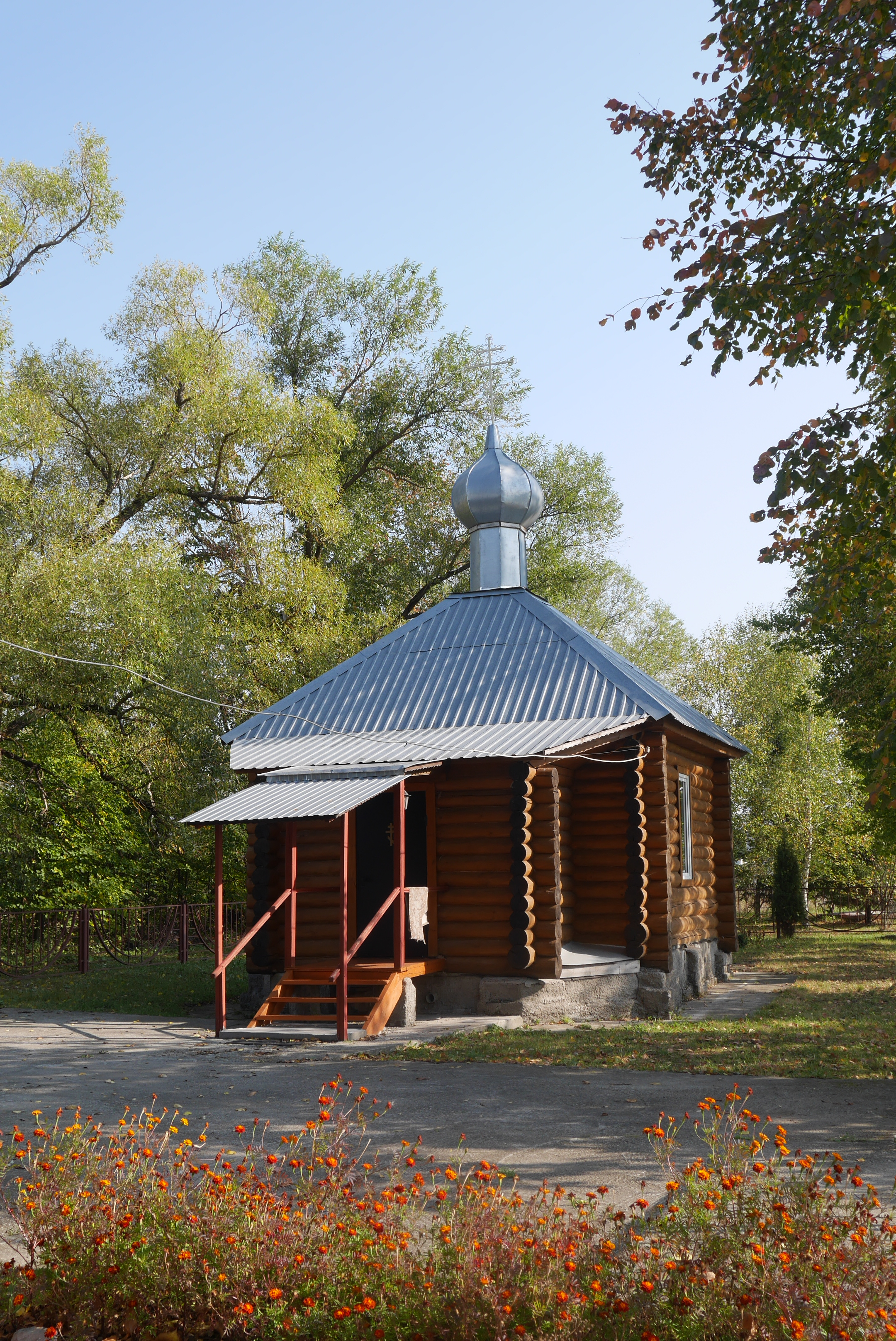
Часовня на месте утраченной Церкви Дмитрия Солунского в Дмитровцах

Село Дмитровцы расположено на автодороге Р115 (Коломна — Егорьевск) примерно в 17 км к северо-востоку от Коломны, в междуречье Мезенки и Лукьяновки. Ближайшие населённые пункты — деревни Исаиха и Новая.

## Транспортная доступность
В селе проходят 2 автобусных маршрута «АО Мострансавто»: № 28 (Дмитровцы — Автовокзал Коломна) и № 80 (Егорьевск — Автовокзал Коломна). Примерные интервалы обоих маршрутов 2-3 часа.

## История
Первое упоминание о селе Дмитровцы относится к концу XVII века. По Коломенским писцовым книгам 1678 года при описании вотчин и поместий Мезенской волости названа вотчина преосвященного архиепископа Коломенского и Каширского Павла — деревня Дмитровцы.
В конце XVIII—XIX вв. сельцо Дмитровцы входило в состав Егорьевского уезда.
В 1885 году Дмитровцы числятся селом. В селе стояла деревянная церковь, построенная в 1870 году в память Димитрия Солунского. Также в селе была церковно-приходская школа. В советское время церковь была уничтожена. В 2004 году отстроена заново.
В 1988 году в селе построен магазин. В 2021 году магазин был закрыт на неопределенный срок.

## Население
| 2002 | 2006 | 2010 | 2021 |
| ---- | ---- | ---- | ---- |
| 76   | ↗80  | ↗92  | ↘66  |

## Улицы
В селе Дмитровцы имеются 3 улицы:
- ул. Лесная
- ул. Луговая
- ул. Центральная